# Cheilotrichia guttipennis
Cheilotrichia guttipennis är en tvåvingeart som beskrevs av Alexander 1961. Cheilotrichia guttipennis ingår i släktet Cheilotrichia och familjen småharkrankar.
Artens utbredningsområde är Madagaskar. Inga underarter finns listade i Catalogue of Life.